# Clubiona pongolensis
Clubiona pongolensis is een spinnensoort uit de familie van de struikzakspinnen (Clubionidae).
De wetenschappelijke naam van de soort werd in 1952 gepubliceerd door Reginald Frederick Lawrence.